# 雪花ビール

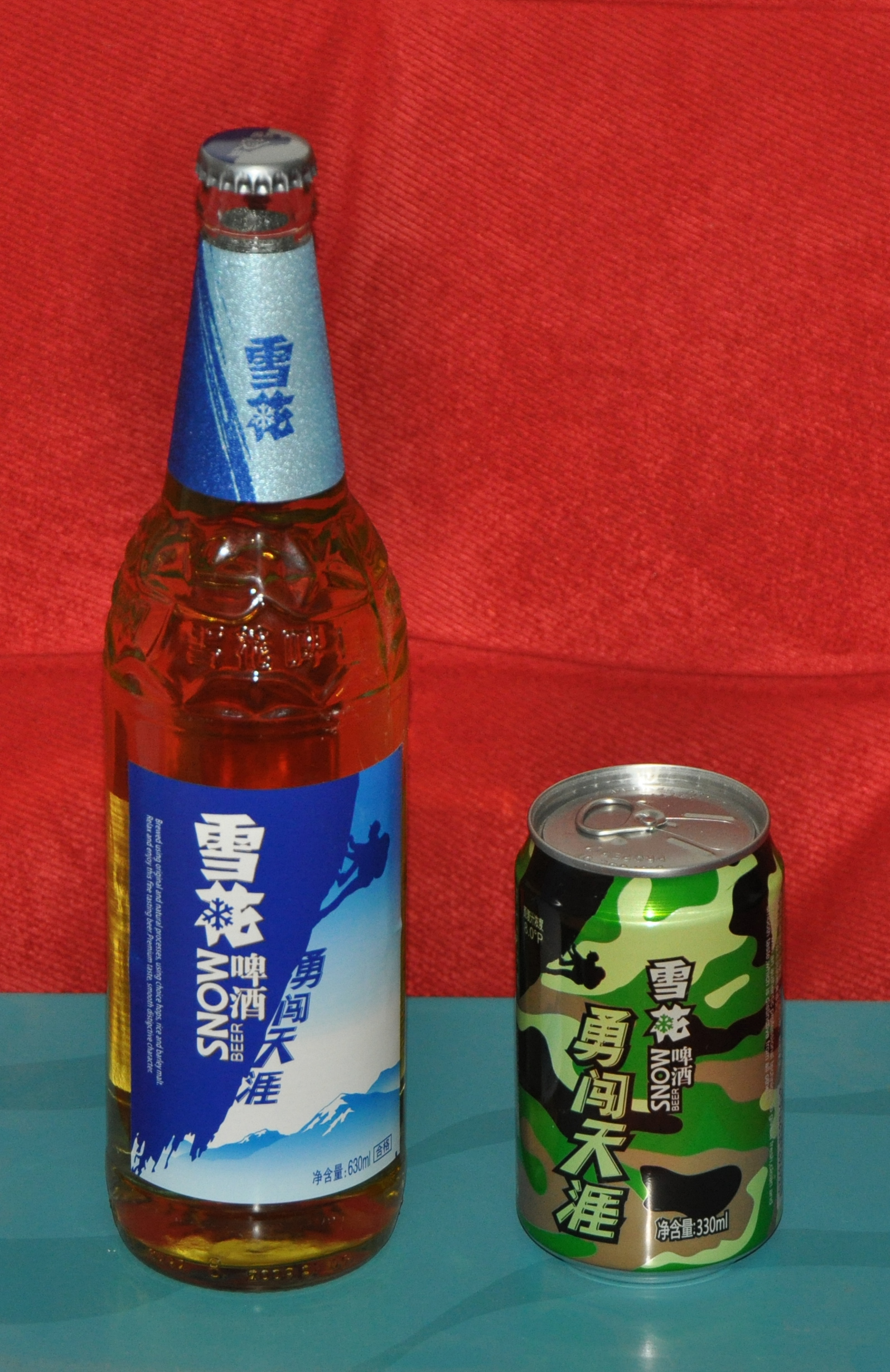
雪花ビール

雪花啤酒 (シュエホァピージョー:日本語読み:シュエホァビール）は中国の全国的なビール・ブランドで、現在中国で最も生産量が多いものである。

## 概要
雪花啤酒は中国の全国的なビール・ブランドで、現在中国で最も生産量が多いものである。 1994年に中国で創業した華潤雪花ビール（中国）有限会社（本社：北京市東城区）が生産・販売している。かつては香港の華潤創業（:香港証券取引所上場企業）とSABミラーとの合弁会社であったが、2016年より華潤創業の100%子会社になった。
雪花ビールの生産は中国の19の省にある約60か所の工場で行なわれており、全国ビール生産の約20パーセントを占めているといわれている。  輸出はいまのところ僅少である。

## 瀋陽雪花ビール

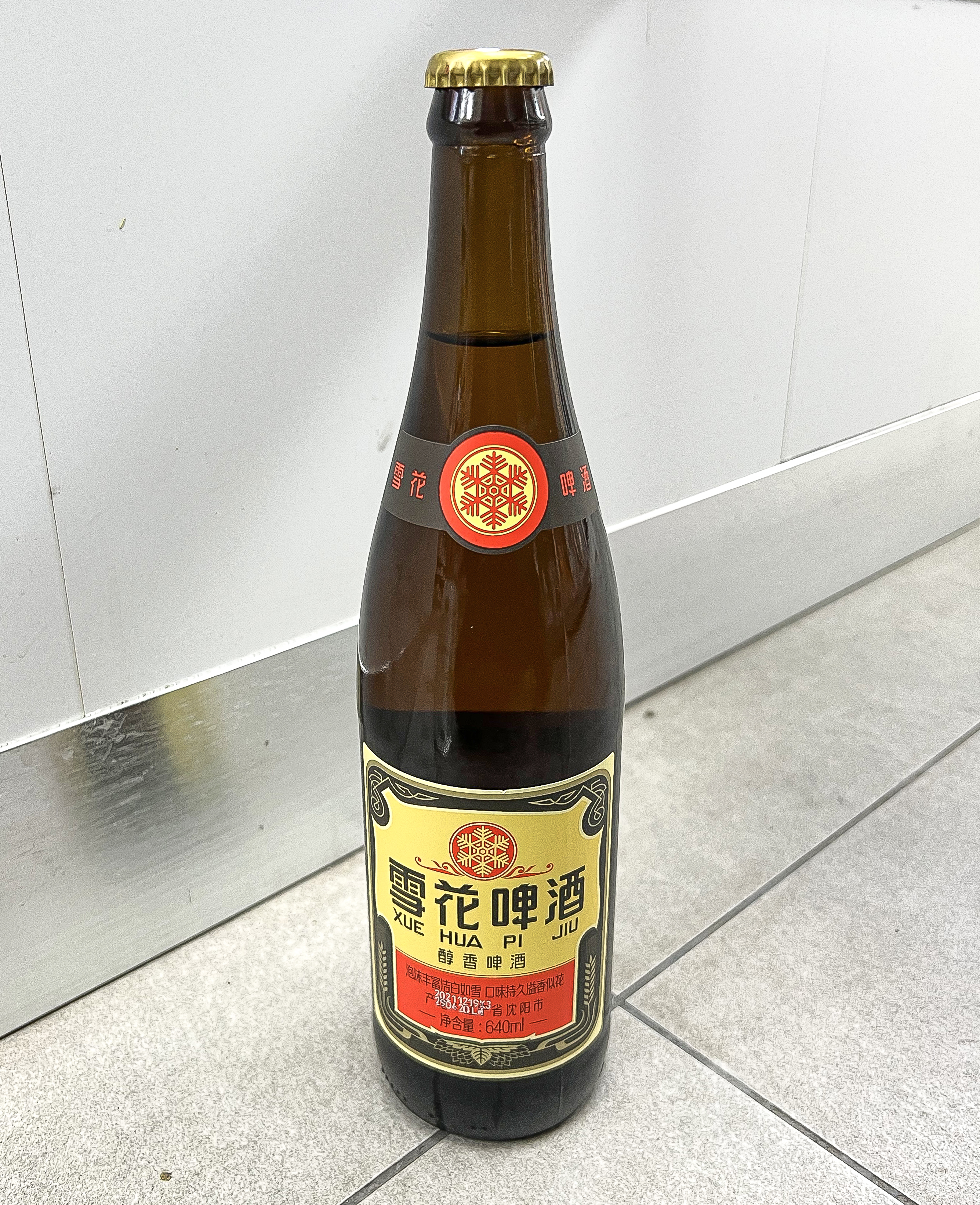
瀋陽雪花ビール

満州時代の1934年に大日本麦酒とキリンビールの合弁で奉天に設立された満州麦酒（満州ビール）は第二工場（現在の住所：瀋陽市鉄西区建設東路と興工北街の交差点の北西隅）を1936年に建設し、  これは戦後1945年に遼寧省営醸造廠となり、1949年に瀋陽ビール工場、1957年に雪花ビールと名称を変え、1994年に華潤創業の買収により華潤雪花ビール（中国）となり、現在は瀋陽華潤雪花ビールと呼ばれている。 